# Втори Доктор
Вторият Доктор е инкарнация на Доктора, протагонистът на научнофантастичния сериал от Би Би Си – Доктор Кой. Вторият Доктор е изигран от актьора Патрик Траутън от 1966 до 1969 година.
В сериала Докторът е извънземен на няколо века Времеви лорд от планетата Галифрей, който пътува през времето и пространството в неговия ТАРДИС (често наричан ВОИК в българските преводи, Времево и Относително Измерение в Космоса), често със спътници, т.нар „компаньони“. Когато Докторът е критично ранен, той може да регенерира; вследствие на което както външния му вид, така и личността му се променят.
Трансформацията във Втория Доктор, фигура, която е същата като първата, но с различна персоналност, е ключов момент в еволюцията на сериала, давайки му възможност да продължи излъчването си след напускането на актьора, изиграл Първият Доктор - Уилям Хартнел.